# Rodrigatos de las Regueras
Rodrigatos de las Regueras es una localidad española que forma parte del municipio de Igüeña, en la provincia de León, comunidad autónoma de Castilla y León.

## Geografía

### Ubicación
| Noroeste: Igüeña           | Norte: Igüeña    | Noreste: Tremor de Arriba          |
| Oeste: Quintana de Fuseros |                  | Este: Pobladura de las Regueras    |
| Suroeste Boeza             | Sur: Almagarinos | Sureste: Pobladura de las Regueras |

## Demografía
Evolución de la población
| Gráfica de evolución demográfica de Rodrigatos de las Regueras entre 2000 y 2021 |
|                                                                                  |
| Población de derecho (2000-2017) según el padrón municipal del INE               |